# كوزا إيبيك هولدينج
كوزا إيبيك هولدينغ هي تكتل تركي. وهي تضم اثنتي عشرة شركة ، ثلاث منها مطروحة للتداول العام وشركات التعدين كوزا أليتين و كوزا الأناضول (شركة كوزا الأناضول لعمليات تعدين المعادن أيه أس ، المقتبسة باسم كوزا  ) و إيبيك دوجال للطاقة (إيبيكي) .

## روابط خارجية
- كوزا إيبك القابضة نسخة محفوظة 18 يناير 2014 على موقع واي باك مشين.